# Пять центов с бюстом Свободы в колпаке
5 центов с бюстом Свободы в колпаке — монета США номиналом в 5 центов, которая чеканилась с 1829 по 1837 год. На аверсе монеты изображён бюст женщины, символизирующей Свободу, во фригийском колпаке, а на реверсе белоголовый орлан — геральдический символ США. За всё время было отчеканено более 13 млн экземпляров.

## История
Новый тип 5-центовых монет стал чеканиться после длительного перерыва. Последняя предыдущая монета этого номинала была выпущена в 1805 году. Время выпуска монеты совпало с президентством Эндрю Джексона, который занимал этот пост с 1829 по 1837 год.
Новая монета во многом повторяла аналогичные монеты номиналом в 10, 25 и 50 центов. При этом гравёром Вильямом Книссом были сделаны незначительные изменения в изображении Свободы.

## Изображение

### Аверс
На аверсе монеты изображён бюст женщины во фригийском колпаке. На основании колпака располагается надпись «LIBERTY». Под бюстом находится год, а вокруг него полукругом 13 звёзд (7 слева и 5 справа).

### Реверс
На реверсе монеты находится белоголовый орлан с расправленными крыльями — символ США, — держащий в когтях стрелы и оливковую ветвь. По верхнему краю полукругом расположена надпись «UNITED STATES OF AMERICA». Под этой надписью присутствует девиз «E PLURIBUS UNUM».
Под изображением орлана располагалось обозначение номинала — «5 C.»

## Тираж
Все монеты данного типа чеканились на монетном дворе Филадельфии.
| Год  | Тираж                |
| ---- | -------------------- |
| 1829 | 1 230 000 (около 30) |
| 1830 | 1 240 000 (около 10) |
| 1831 | 1 242 700 (около 10) |
| 1832 | 965 000 (около 10)   |
| 1833 | 1 370 000 (около 10) |
| 1834 | 1 480 000 (около 20) |
| 1835 | 2 760 000 (около 10) |
| 1836 | 1 900 000 (около 10) |
| 1837 | 871 000 (около 10)   |

(в скобках обозначено количество монет качества пруф)
Суммарный тираж монеты составляет более 13 миллионов экземпляров.